# 更生團契台灣總會
台灣更生團契是國際更生團契的台灣會員，1981年9月29日由宜蘭監獄退休典獄長陸國棟發起成立，以「向全國所有監所中的受刑人，傳揚耶穌基督救世福音，引導他們悔改歸主，藉著聖靈更新他們的生活，並幫助他們過基督徒生活，使他們出獄後不再犯罪，促進國家社會的祥和安寧」為宗旨。
2012年9月，更生團契台灣總會成立31週年慶大會，知名志工孫越應邀致詞，前行政院院長張俊雄也在場分享監獄服事的感想。

## 沿革
有人問從事獄政工作30年的陸國棟「鐵窗是否能拯救受刑人?有人因坐牢而變好嗎?」反省之後，陸國棟認為監獄的意義，不應只是消極的處罰罪行，更應該積極的救贖生命。於是退休後正式成立「更生團契」，除巡迴各監所佈道，更派遣10位牧師長期義務駐監服務。 
1988年起由總幹事黃明鎮牧師接掌團契工作，目前有十五個區會（桃園、新竹、苗栗、彰化、南投、嘉義、雲林、台南、高雄、屏東、基隆、宜蘭、花蓮、澎湖、金門）及台中更生團契，將近八十位全職駐監牧師及同工，及數百位志工投入監獄工作服務。

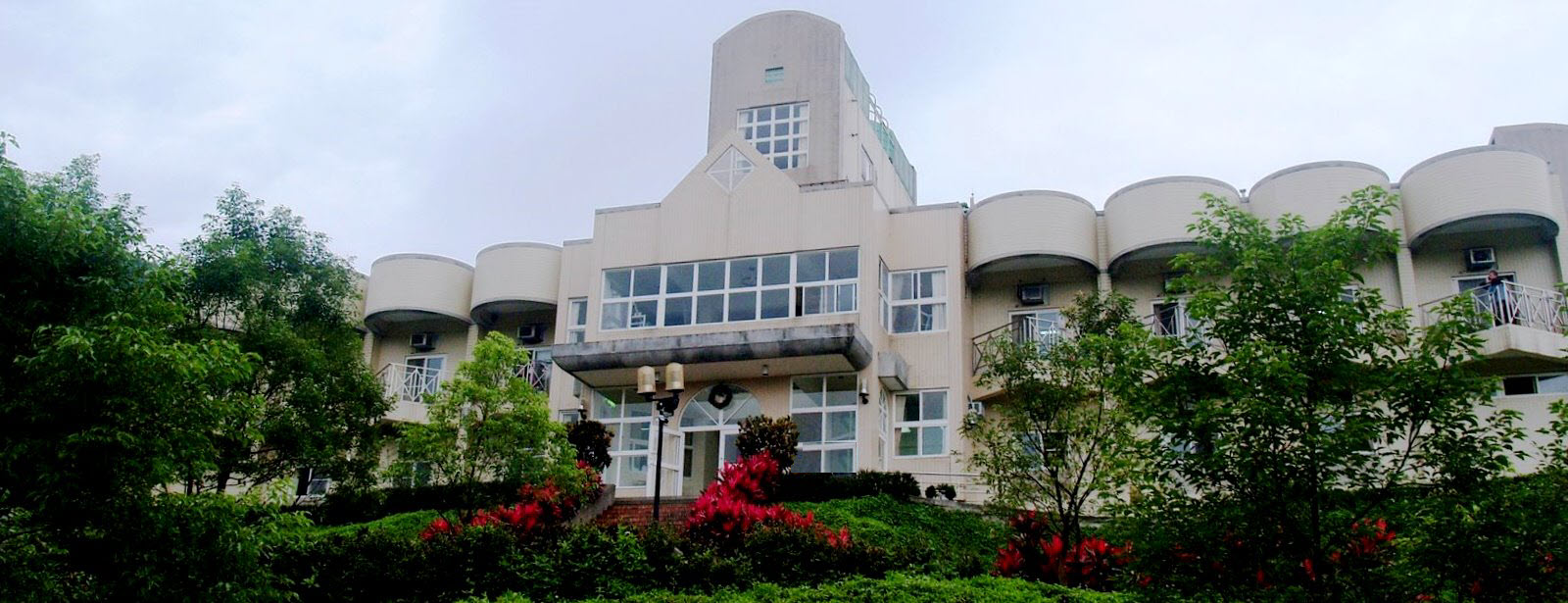
花蓮信望愛少年學園

## 成立信望愛少年學園
1994年5月在花蓮縣政府登記成立信望愛少年學園，並於2000年2月完成一棟兩層綜合大樓及禮堂，2002年，經過5年籌辦的信望愛少年學園開始收容有犯罪之虞、行為偏差之青少年。

## 工作事項
- 工作對象
  - 在監人~已犯罪收容於刑事機構或技能訓練所的受刑人。
  - 出監人~自刑事機構或技能訓練所釋放或假釋的更生人。
  - 青少年~犯罪邊緣的兒童及少年、虞犯或受保護管束者，以及一般中、小學生。
  - 被害人(馨生人)~台灣每年約有20萬刑案被害人，亟需被人關懷。

- 犯罪預防
  - 辦理 － 少年學園、少年之家、兒童學苑、親子之家
  - 中小學犯罪預防宣導(反菸、毒、酒、檳榔及色情)

- 犯罪矯正
  - 進入獄中教化在監受刑人—大型佈道、小組輔導、個人輔導
  - 服務受刑人 － 聖經函授、福音通信、小組聚會、長期栽培
  - 關懷受刑人、更生人家屬：天使樹活動 (Angel Tree)、受刑人子女獎助金、家庭探訪
  - 獄後追蹤 － 輔導出監更生人：介紹教會、工作、中途之家（男女）
  - 鼓勵進修（設更生人教育基金）、更生學院培育人才

- 犯罪修復 
  - 療傷止痛 － 慰問、傾聽、同理
  - 走出陰霾 － 扶持與帶領：餐會、郊遊、同樂
  - 促進和睦 － 化解冤仇：兩造和解（Victim-Offender Reconciliation）、預防再犯

## 活動記錄
- 學園青少年曾在2006年的暑假以20天的時間，騎著單輪車環台一千公里。『飛行少年』紀錄影片因報導此一活動，榮獲2008台北電影節最佳紀錄片。
- 游媽媽探監擁抱殺人兇手，被害人與加害人和解之案例，在國際更生團契(Prison Fellowship International)2010年大會宣讀，作為犯罪修復之範例。

## 輔導機構
- 新竹中途之家
- 台中女子中途之家
- 花蓮信望愛少年學園
- 北投飛颺少年之家
- 桃園少年之家（發生弊案，執行長張進益求刑21年、其妻子楊淑慧擔任會計，求刑6年6個月，另外2名職員求刑6年6個月。）
- 桃園兒童學苑
- 台北中途之家
- 台中更生團契
- 台南永新中途之家幸福農場
- 桃園區會附設日光之家
- 花蓮縣萬榮園區耕心園

## 外部連結
- 財團法人基督教更生團契 （页面存档备份，存于）
- 花蓮信望愛少年學園簡介[永久]
- 台中更生團契
- 少年學園重新學習影片
- 萬榮耕心園簡介 （页面存档备份，存于）